# Geraldo Azevedo
Geraldo Azevedo de Amorim (Petrolina, 11 de janeiro de 1945) é um compositor, cantor e violonista brasileiro. É conhecido por sucessos como "Dia Branco", "Táxi Lunar" e "Dona da Minha Cabeça", e por importantes parcerias com Zé Ramalho, Alceu Valença e Elba Ramalho. Geraldo é um dos maiores artistas da música popular brasileira, de forte expressão e contribuição para a música nordestina, unindo ritmos como frevo, forró, xote, maracatu e baião em suas canções. Exímio autodidata, é violonista desde os cinco anos de idade.

## Biografia
Geraldo Azevedo de Amorim nasceu em Petrolina, Pernambuco, no bairro Jatobá (então zona rural da cidade), à beira do Rio São Francisco. Conviveu com a música desde os seus primeiros anos de vida: sua mãe, Dona Nenzinha, professora, cantava e promovia eventos culturais na escola que funcionava em sua própria casa; nestes eventos, aos quatro anos de idade, Geraldo já cantava e se apresentava.
Aos cinco anos de idade, ganhou seu primeiro violão (confeccionado pelo pai, José Amorim) e inspirado pela família, arrisca os primeiros acordes. Mais tarde, na adolescência, com o surgimento da bossa nova, Geraldo encanta-se pela música de João Gilberto, e passa a estudar violão com mais afinco, chegando a frequentar bailes apenas para observar e aprender novas harmonias com os músicos.
Sua carreira musical inicia-se ainda em Petrolina, quando é convidado para trabalhar com Reinaldo Belo em um programa de rock na difusora da cidade. Logo é criada a primeira rádio de Petrolina, Emissora Rural “A Voz do São Francisco”, onde Geraldo é convidado para apresentar o programa “Por Falar em Bossa Nova”; anos depois, é chamado para integrar o grupo Sambossa.

## Período em Recife
A fim de cursar o ensino superior, muda-se para Recife e prepara-se para o vestibular de Arquitetura; trabalha como projetista e participa de projetos arquitetônicos tradicionais da capital de Pernambuco. No entanto, não chega a concluir os estudos, pois a música ganha cada vez mais espaço na sua vida.
Cedo conhece Naná Vasconcelos, Teca Calazans e Paulo Guimarães, passando a integrar o grupo Construção. Toca nas noites de Recife, em universidades e espaços culturais. Foi na capital onde ganhou seu primeiro violão profissional, presente de um grupo de estudantes.
Em 1965, funda o grupo Raiz, baseado nas artes teatrais, literárias e musicais. Conhece um dos seus mais importantes parceiros, o compositor e produtor Carlos Fernando e trabalha na produção musical das peças de Emilio Borba Filho, no Teatro Popular do Nordeste, onde faz melodias para os poemas dos espetáculos. Nos finais de semana, tratava de animar o Bar Aroeira, apresentando cirandeiros e bandas de pífano ao quadro cultural de Recife. Ainda com o grupo Raiz, é convidado para um programa quinzenal na TV Jornal do Commercio (Canal 2); Geraldo apresenta o quadro “Chegou a Vez”. Conhece Eliana Pittman, cantora e atriz que, na época, acompanhava o seu pai, o clarinetista Booker Pittman.
Em 1966, compõe ‘Aquela Rosa’, sua primeira composição completa, em parceira com Carlos Fernando; a música é gravada por Teca Calazans e inscrita no Festival de Música Popular do Nordeste, tornando-se a canção vencedora. Em 1967, Geraldo assume a direção musical do 2º Festival de Música do Nordeste e é considerado um dos melhores violonistas da época.
Neste mesmo ano, é convidado por Eliana Pittman para acompanhá-la em seu primeiro show solo, já que o pai da cantora encontrava-se impossibilitado de continuar sua carreira. Geraldo resiste, mas com a insistência dos amigos, acaba aceitando e mudando para o Rio de Janeiro, onde acompanha e integra a banda do show “Eliana em tom maior”.

## Primeiros anos no Rio de Janeiro

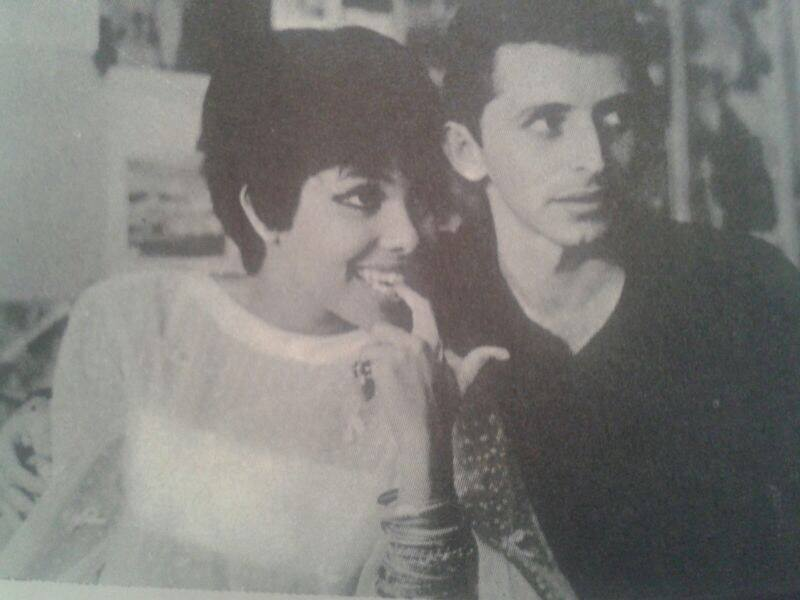
Eliana Pittman e Geraldo Azevedo (1966)

Muda-se para o Rio de Janeiro e acompanha Eliana Pittman, tendo a oportunidade de fazer uma participação especial solo durante o show, enquanto a cantora trocava o figurino. Segue com Eliana durante a turnê de seu segundo show “É Preciso Cantar”, ao lado de músicos como Marcos Vinicius de Andrade, Antônio Adolfo, Novelli e Victor Manga. 

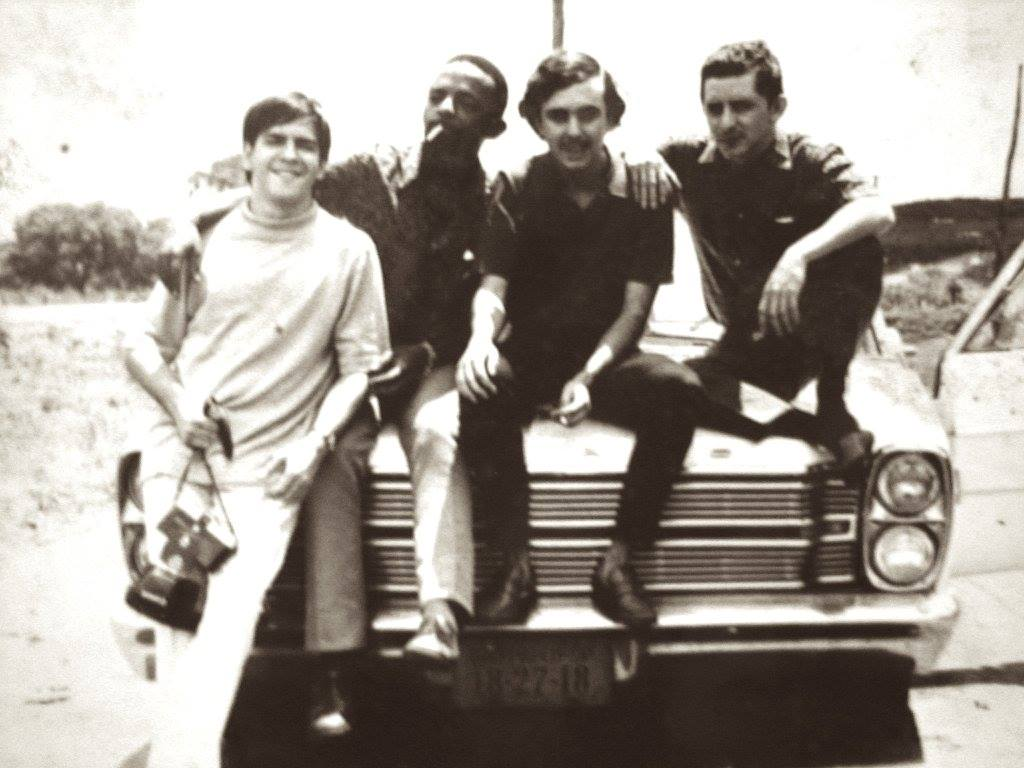
Quarteto Livre: Nelson Ângelo, Naná Vasconcelos, Franklin da Flauta e Geraldo Azevedo (1969)

Terminada a turnê, Geraldo une-se aos amigos Naná Vasconcelos, Nelson Ângelo e Franklin da Flauta, recém-chegados de Recife, e formam o Quarteto Livre, acompanhando Geraldo Vandré nos seus shows. Na época, o país vivia a ditadura militar e os músicos sofriam constantes perseguições. Durante o tempo que excursionou pelo Brasil com Geraldo Vandré, Geraldo compôs a ‘Canção da Despedida’ com o mesmo; porém, devido às perseguições sofridas, Vandré foge do país e termina a composição no exílio.
Com a dissolução do grupo e perseguições políticas, Geraldo participa de reuniões clandestinas no Teatro Gláucio Gil, ao lado de muitos artistas, e conhece Glauber Rocha, Caetano Veloso, Walter Lima Júnior, entre outros; ele fica responsável por colher assinaturas para o manifesto contra a censura.
Porém, em 1969, os militares invadem o apartamento onde Geraldo morava com a esposa e um casal de amigos, levando-os presos. Geraldo passa 40 dias na prisão, onde é duramente torturado. Sua esposa, Vitória, fica 80 dias na prisão. Após ser solto, Geraldo volta a trabalhar como projetista na Montreal Engenharia, e chega a desenhar para alguns jornais de protesto contra o regime militar da época.

## Anos 70: amizade com Alceu Valença e primeiros discos

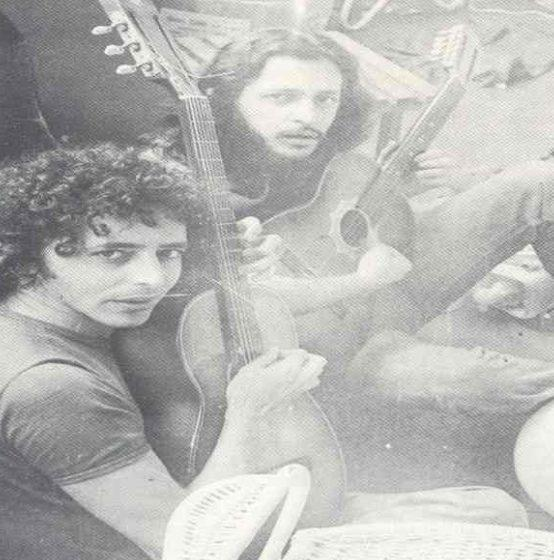
Geraldo Azevedo e Alceu Valença (1972)

Com a chegada de Alceu Valença ao Rio de Janeiro, Geraldo retorna aos poucos à vida musical. Já conhecidos de Recife, os dois voltam a se encontrar e, a convite de Geraldo, Alceu aparece na primeira hora da manhã na porta da casa do amigo; naquele mesmo dia, compuseram sua primeira música juntos, ‘Talismã’, censurada pela ditadura. Participam juntos do IV Festival Universitário da MPB com as canções ‘78 Rotações’ e ‘Planetário’, e do Festival Internacional da Canção com ‘Papagaio do Futuro’, ao lado de Jackson do Pandeiro.
A apresentação chamou a atenção dos produtores da gravadora Copacabana; os dois recebem o convite para gravarem o primeiro disco da dupla, chamado de “Alceu Valença & Geraldo Azevedo” (1972), popularmente conhecido como ‘Quadrafônico’, pois foi o primeiro LP gravado na tecnologia quadrafônica. Com influência da psicodelia, o disco apresenta os sucessos ‘Novena’ (Geraldo Azevedo/Marcus Vinicius) e ‘Talismã’ (Alceu Valença/Geraldo Azevedo).
Apesar da gravação do disco como dupla, os artistas seguiram carreira solo e, em 1974, Geraldo compõe ‘Caravana’ (Alceu Valença/Geraldo Azevedo), a qual faz parte da trilha sonora da novela “Gabriela Cravo e Canela”, da TV Globo.
Ainda em 74, é preso novamente pela ditadura militar; a sua esposa Vitória foi levada, grávida de seu segundo filho, à prisão, e obrigada a ouvir os gritos de tortura do seu marido. Ela logo foi solta; Geraldo passou dias na solitária e foi duramente maltratado. Em um dos interrogatórios, duvidam sobre sua carreira musical e o colocam para tocar violão; a música, então, salva Geraldo das torturas, pois ele era forçado a tocar e cantar para os torturadores até sua soltura.
Estando em liberdade, trabalha na direção musical da peça “Lampião no Inferno”, de Luiz Mendonça, e conhece Elba Ramalho. Compõe para a TV: as músicas ‘Malaksuma’ e ‘Juritis e Borboletas’ (Carlos Fernando/Geraldo Azevedo) entram na trilha sonora da novela “Saramandaia”; escreve ‘Arraial dos Tucanos’ (Carlos Fernando/Geraldo Azevedo); ‘O Menino e os Carneiros’ (Carlos Fernando/Geraldo Azevedo) faz parte da trilha da novela “Sinhazinha Flô”; todas as novelas da TV Globo.
Em 1977, lança o seu primeiro disco solo, “Geraldo Azevedo”, pela gravadora Som Livre, que traz os sucessos ‘Caravana’, ‘Barcarola do São Francisco’ e ‘Talismã’.

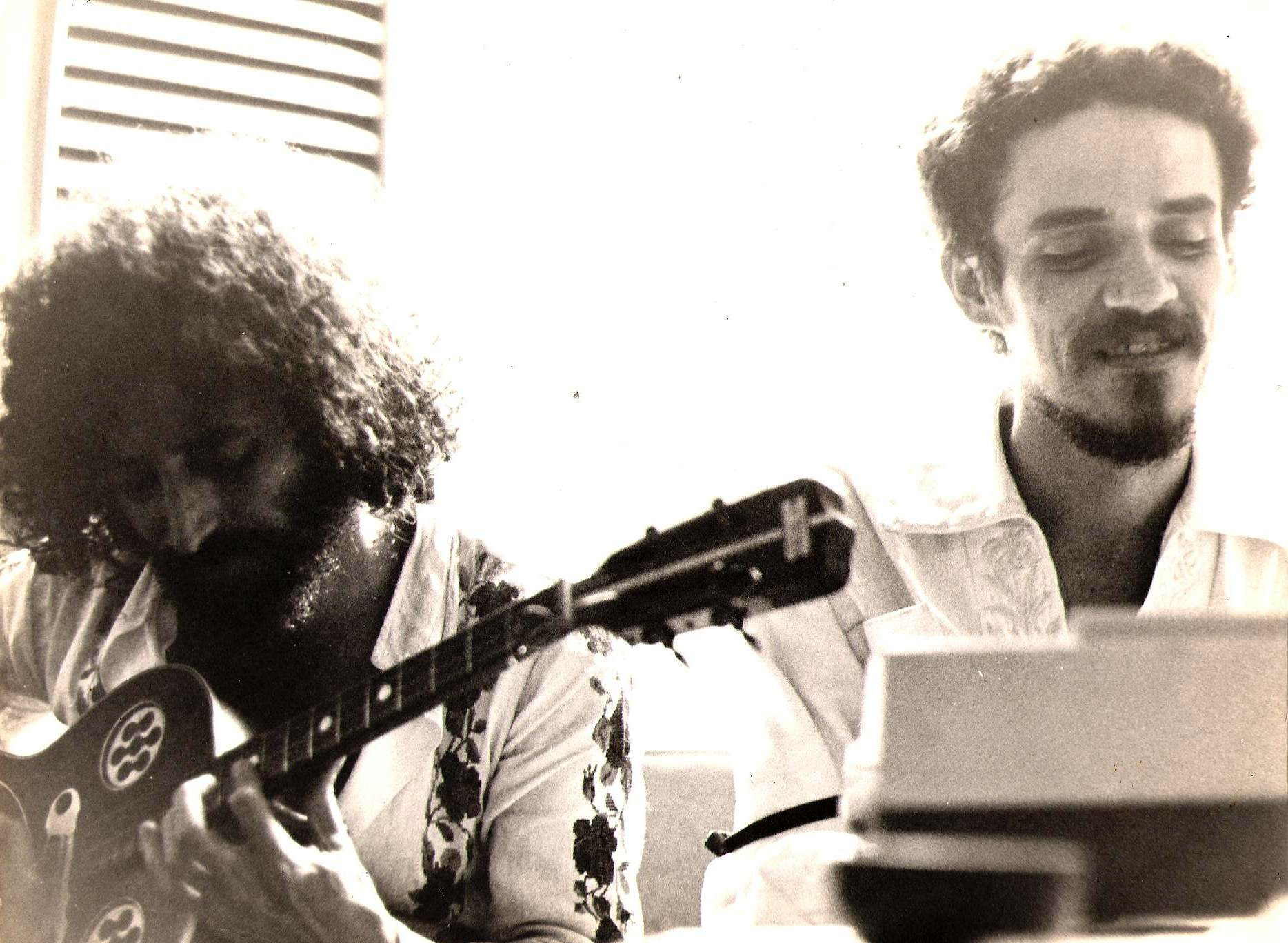
Geraldo e Zé Ramalho

Em 1979, é convidado pela CBS para gravar um novo trabalho. “Bicho de Sete Cabeças” é o segundo álbum solo de Geraldo Azevedo; grandes nomes da música brasileira trabalharam no disco: Dori Caymmi, Zé Ramalho, Dominguinhos, Danilo Caymmi, Robertinho de Recife, Amelinha e Elba Ramalho. No disco estão presentes as canções ‘Táxi Lunar’ (Alceu Valença/Geraldo Azevedo/Zé Ramalho), ‘Bicho de 7 Cabeças II’ (Geraldo Azevedo/Renato Rocha/Zé Ramalho), ‘Paula e Bebeto’ (Caetano Veloso/Milton Nascimento). O destaque especial vai para a música ‘Natureza Viva’, onde Geraldo canta junto à sua mãe, Dona Nenzinha do Jatobá.

## Anos 80

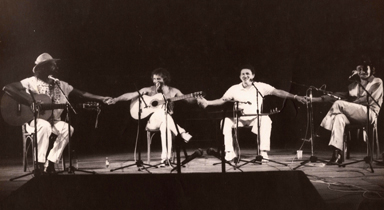
Cantoria

Em 1981, Geraldo lança o seu terceiro disco solo, “Inclinações Musicais” (Ariola). Neste trabalho estão os sucessos ‘Dia Branco’ (Geraldo Azevedo/Renato Rocha), ‘Canta Coração’ (Carlos Fernando/Geraldo Azevedo), ‘Coqueiros’ (Geraldo Azevedo/Marcus Vinicius) e ‘Moça Bonita’ (Capinam/Geraldo Azevedo). Jackson do Pandeiro, Dori Caymmi e Sivuca participam do disco; a canção ‘Moça Bonita’ entra para a trilha sonora da novela “Terras do Sem Fim”, da TV Globo.
Em 1982, Geraldo lança “For All Para Todos” (Ariola), seu quarto trabalho solo; o título faz referência a uma das histórias sobre o surgimento do forró, ritmo principal do disco. Destaque para as canções ‘Príncipe Brilhante’ (Carlos Fernando/Geraldo Azevedo) e ‘Baião da Garoa’ (Hervê Cordovil/Luiz Gonzaga), regravação que resultou no primeiro contato com Gonzagão, que exalta o trabalho de Geraldo.
No ano de 1984, une-se a Xangai, Elomar e Vital Farias, que saem em turnê pelo Brasil com o projeto “Cantoria”, que rende dois discos: “Cantoria 1” e “Cantoria 2” (Kuarup) lançados em 84 e 88, respectivamente, sendo os primeiros discos gravados ao vivo em digital no Brasil.
Ainda em 84, lança o disco “Tempo Tempero” (Barclay, antiga Ariola). A canção ‘Sabor Colorido’ (Geraldo Azevedo) é tema da peça infantil “O Mágico de Nóis”, de Nonato Freire. O álbum ainda conta com participação de Nana Caymmi na faixa ‘Nosotros Nosotras’ (Capinam/Geraldo Azevedo) e com arranjos de Wagner Tiso e Hugo Fattoruso.

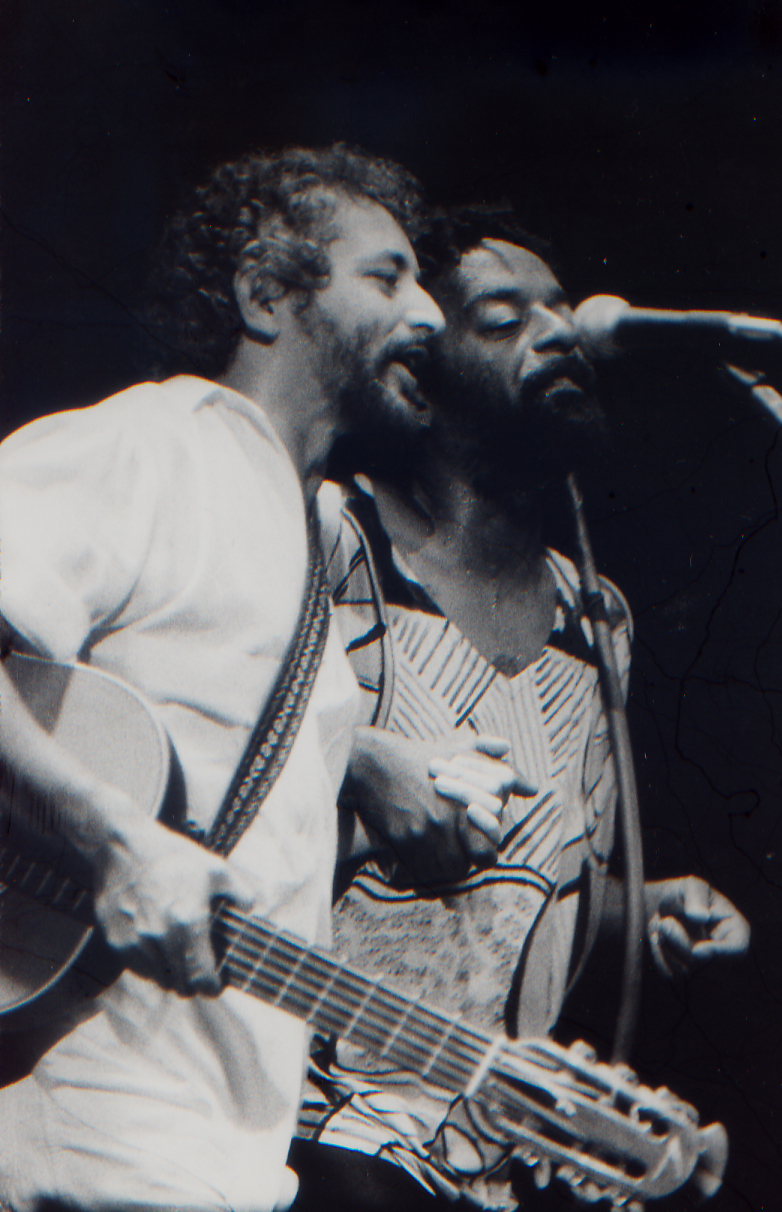
Geraldo e Naná Vasconcelos

Em 1985, registra seu primeiro disco solo ao vivo, chamado “Geraldo Azevedo”, parte do projeto “Luz do Solo”. Gravado no Golden Room do Copacabana Palace, conta com participações especiais dos amigos Zé Ramalho e Elba Ramalho. Pela primeira vez, Geraldo consegue gravar ‘Canção da Despedida’ (Geraldo Azevedo/Geraldo Vandré), até então censurada pela ditadura militar.
Geraldo cria a Geração Produtora, sua editora exclusiva, sendo um dos primeiros artistas a iniciar o processo de independência das gravadoras. Em 1986, lança o seu primeiro disco independente chamado “De Outra Maneira”; o trabalho ganha Disco de Ouro e torna-se um dos seus maiores álbuns. Destaque para os sucessos ‘O Princípio do Prazer’ (Geraldo Azevedo), ‘Chorando e Cantando’ (Fausto Nilo/Geraldo Azevedo) e ‘Dona da Minha Cabeça’ (Fausto Nilo/Geraldo Azevedo). Naná Vasconcelos participa dos arranjos da música ‘É Brincadeira?!’.
Em 1988, lança “Eterno Presente” (RCA/ BMG Ariola), seu oitavo disco solo, onde estão presentes as memoráveis canções ‘Sétimo Céu’ (Fausto Nilo/Geraldo Azevedo), ‘Parceiro das Delícias’ (Capinam/Geraldo Azevedo) e ‘Tanto Querer’ (Geraldo Azevedo/Nando Cordel). Dominguinhos participa na faixa ‘Todo Jeito Ela Tem’.
Em 1989, lança “Bossa Tropical” (Ariola). Este trabalho marca a última experiência de Geraldo com uma grande gravadora, que decide seguir como artista independente.

## Anos 90

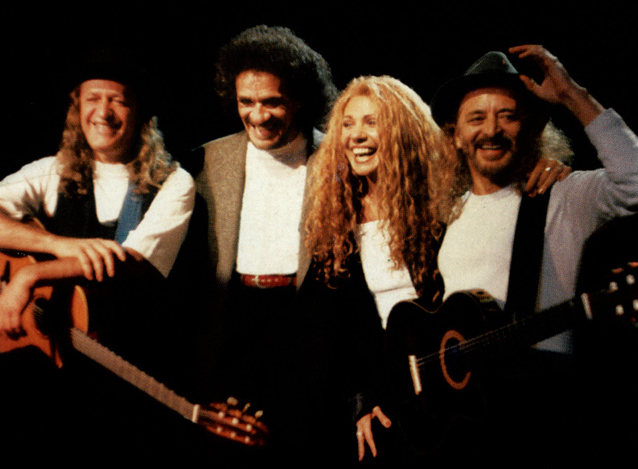
O Grande Encontro

Em 1992, Geraldo lança o seu décimo disco solo e o primeiro a ser gravado em terras estrangeiras. “Berekekê” é gravado em Los Angeles e conta com a participação de músicos americanos. Destaque para os sucessos ‘Como Flor’ (Geraldo Azevedo), música dedicada ao seu pai; ‘Berekekê’ (Capinam/Geraldo Azevedo), que entra na trilha sonora do filme “Sabor da Paixão”, com Penélope Cruz e Murílio Benício; e ‘Letras Negras’ (Fausto Nilo/Geraldo Azevedo).
“Geraldo Azevedo ao vivo... Comigo”, seu segundo disco solo ao vivo, é lançado em 1994, gravado em sessões nos teatros Guararapes (Recife), Iemanjá (Salvador) e Rival (Rio de Janeiro). Por este trabalho, Geraldo ganha Disco de Ouro.
A composição ‘Talismã’ entra na trilha sonora do remake de “Irmãos Coragem”.
Em 1995, inicia o projeto “Dueto”, em parceria com Zé Ramalho; os dois artistas fazem turnê pelo Brasil, cantando suas maiores composições juntos, em show aclamado pelo público e pela crítica. Em uma das apresentações, no Canecão (Rio de Janeiro), os amigos Alceu Valença e Elba Ramalho encontravam-se na plateia, e subiram ao palco para cantarem também. Assim nasce uma das maiores reuniões musicais do Brasil: O Grande Encontro.

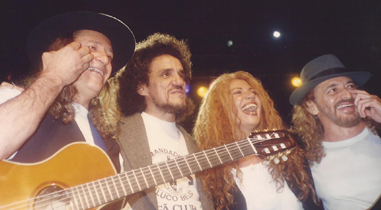
Alceu Valença, Zé Ramalho, Elba Ramalho e Geraldo

No ano de 1996, é gravado o disco “O Grande Encontro”, onde os quatro amigos cantam clássicos de suas carreiras e resgatam sucessos de Luiz Gonzaga, Geraldo Vandré, além de cantar parceiros como Vital Farias, Chico César e Carlos Fernando. O trabalho ganha Disco Platina Triplo. O projeto celebrou a amizade e as parcerias entre os artistas.
No mesmo ano, Geraldo lança o disco “Futuramérica”. Neste trabalho estão os sucessos ‘Você se lembra’ (Fausto Nilo/Geraldo Azevedo/Pippo Spera), a regravação do frevo ‘À Procura de Alguém’ (Capiba) e ‘Até Quando’, canção em parceria com o seu irmão, Germano Azevedo. ‘À Procura de Alguém’ entra na trilha sonora da novela “A Indomada”, TV Globo.
“O Grande Encontro 2” é lançado em 1997, gravado em estúdio, sem a participação de Alceu.
A convite da BMG, Geraldo entra em estúdio em 1998 e grava o álbum duplo, “Raízes e Frutos”, uma reunião dos seus maiores sucessos. Em “Raízes”, o primeiro CD, estão as canções sobre o sertão, Pernambuco e primeiras influências musicais; em “Frutos”, canções sobre a vivência na cidade e as experiências artísticas com o passar dos anos.

## Anos 2000 ― atualmente
Em 2000, o DVD “O Grande Encontro 3” é gravado ao vivo no Rio de Janeiro, contando com participações especiais de Lenine, Moraes Moreira e Belchior.
Ainda em 2000, Geraldo lança seu segundo disco gravado em Los Angeles, “Hoje Amanhã”; destaque para as canções ‘Onde tu vai, João?’ (Erasto de Holanda) e ‘Semente e Fruto’ (Geraldo Amaral/Geraldo Azevedo).
“O Brasil Existe em Mim”, seu décimo quinto disco solo, é lançado em 2007. Misturando ritmos como samba e forró, Geraldo une-se à amiga Elba para cantar a canção ‘São João Barroco’ (Carlos Fernando/Geraldo Azevedo), e ao amigo Alceu para cantar ‘Já que o som não acabou’ (Geraldo Amaral/Geraldo Azevedo), uma homenagem a Jackson do Pandeiro. Na faixa ‘Ver de Novo’, Geraldo canta com a filha Clarice Azevedo.
Em 2009, lança o seu primeiro DVD solo, “Uma Geral do Azevedo”, gravado ao vivo no Circo Voador (Rio de Janeiro). Produzido por sua filha, Gabriela Azevedo, e dirigido por Lara Velho, Geraldo reúne sua banda para cantar os clássicos da carreira. O cenário do show foi desenhado pelo próprio artista; ele ainda divide o palco com os filhos Lucas, Tiago e Clarice, na faixa ‘Menina do Lido’.

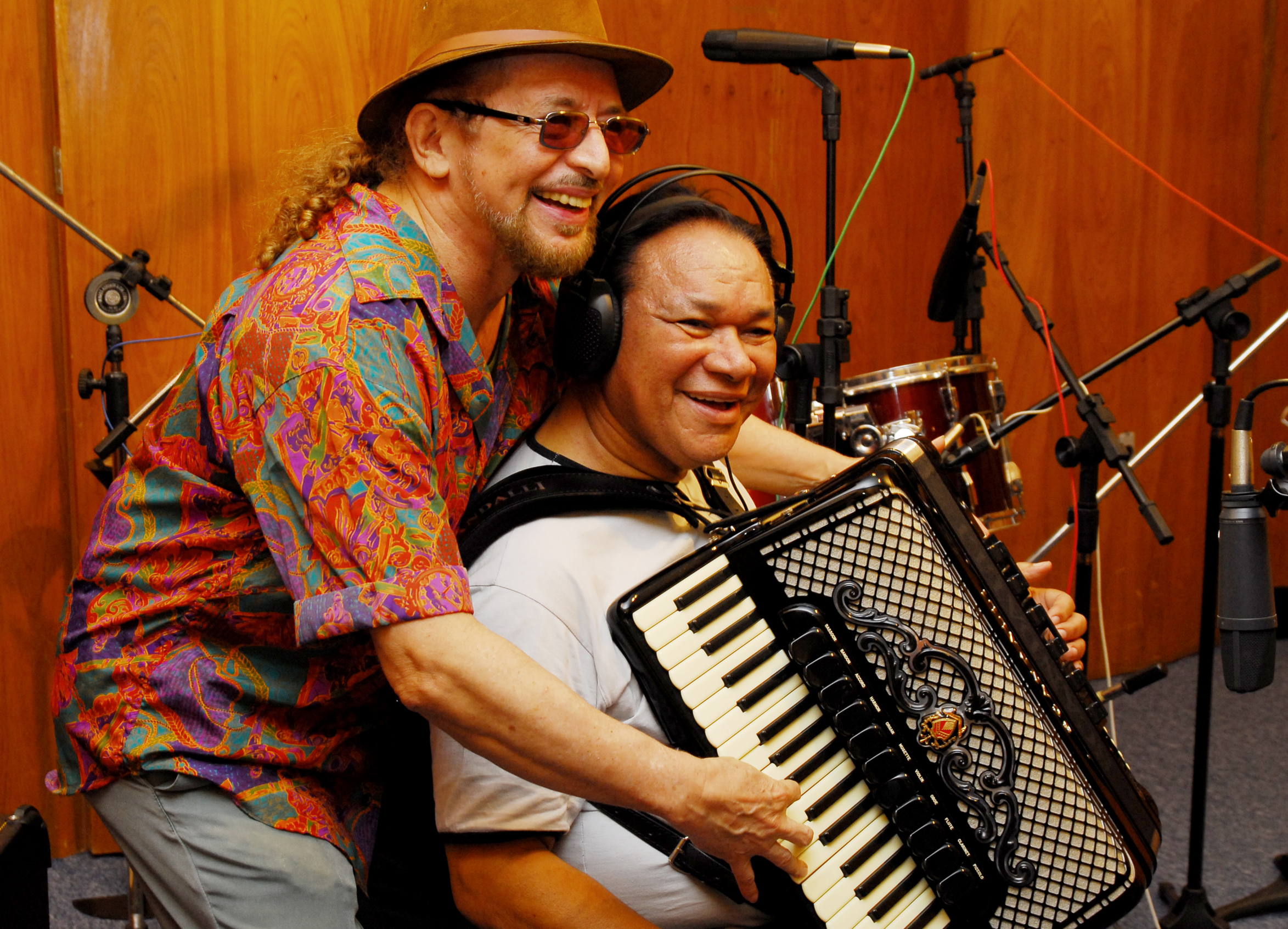
Geraldo e Dominguinhos na gravação do DVD “Salve São Francisco”

Defensor incansável do meio ambiente, e ribeirinho do Rio São Francisco, Geraldo lança em 2011 o CD e DVD “Salve São Francisco”, projeto idealizado pelo artista em prol da celebração e cuidado com o rio. Reúne grandes nomes da música brasileira para chamar atenção à preservação ambiental do rio: Alceu Valença, Dominguinhos, Ivete Sangalo, Djavan, Maria Bethânia, Roberto Mendes, Moraes Moreira, Fernanda Takai, Geraldo Amaral, Vavá Cunha e Márcia Porto (todos de estados por onde passa o Rio São Francisco). O DVD traz imagens do making-off das gravações e imagens do rio. O trabalho concorreu no 12° Latin Grammy na categoria regional.
Em 2013, além dos shows “Voz e Violão” e “Salve São Francisco”, estreia o formato “Em Família”, no Teatro Rival (Rio de Janeiro), espetáculo onde toca e canta com os filhos: Lucas e Tiago nas percussões, Clarice no vocal e Gabriela na produção.
Em 2014, ao lado de Elba Ramalho, lança o projeto “Um Encontro Inesquecível”, no qual os dois artistas comemoram 40 anos de amizade cantando os sucessos que marcaram ambas as carreiras.

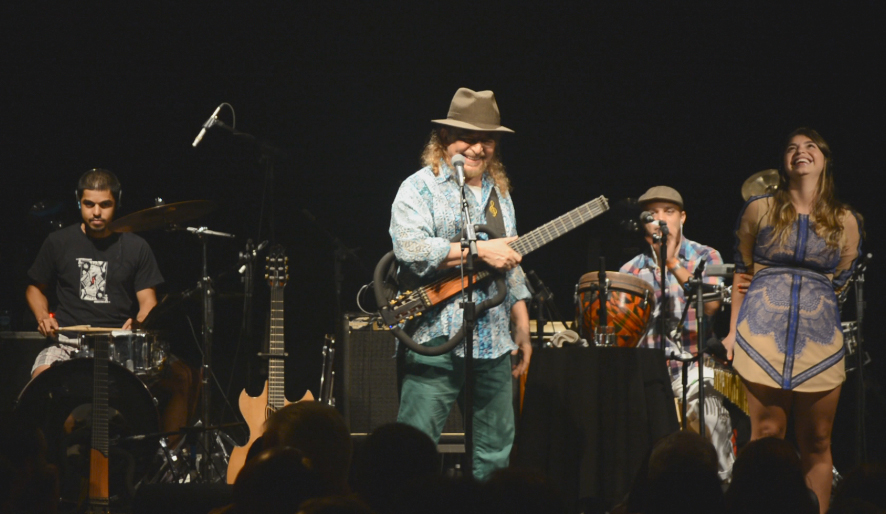
Geraldo e os filhos Tiago, Lucas e Clarice

Em julho do mesmo ano, Geraldo Azevedo bate recorde de público no espaço cultural Circo Voador, no tradicional Arraiá do Circo com Geraldo Azevedo.
Geraldo apresenta quatro formatos de shows: “Voz e Violão”, “Carnaval”, “São João”, “Em Família” e “Um Encontro Inesquecível”, mostrando a sua versatilidade como um dos grandes artistas brasileiros.
Em 2015, estreia o show “Noites de Frevo”, no Circo Voador, levando o frevo às terras cariocas, uma prévia do Carnaval pernambucano. Um ano depois, realiza o mesmo show, desta vez, gratuito, e conquista mais um espaço na tradição da Lona Carioca.

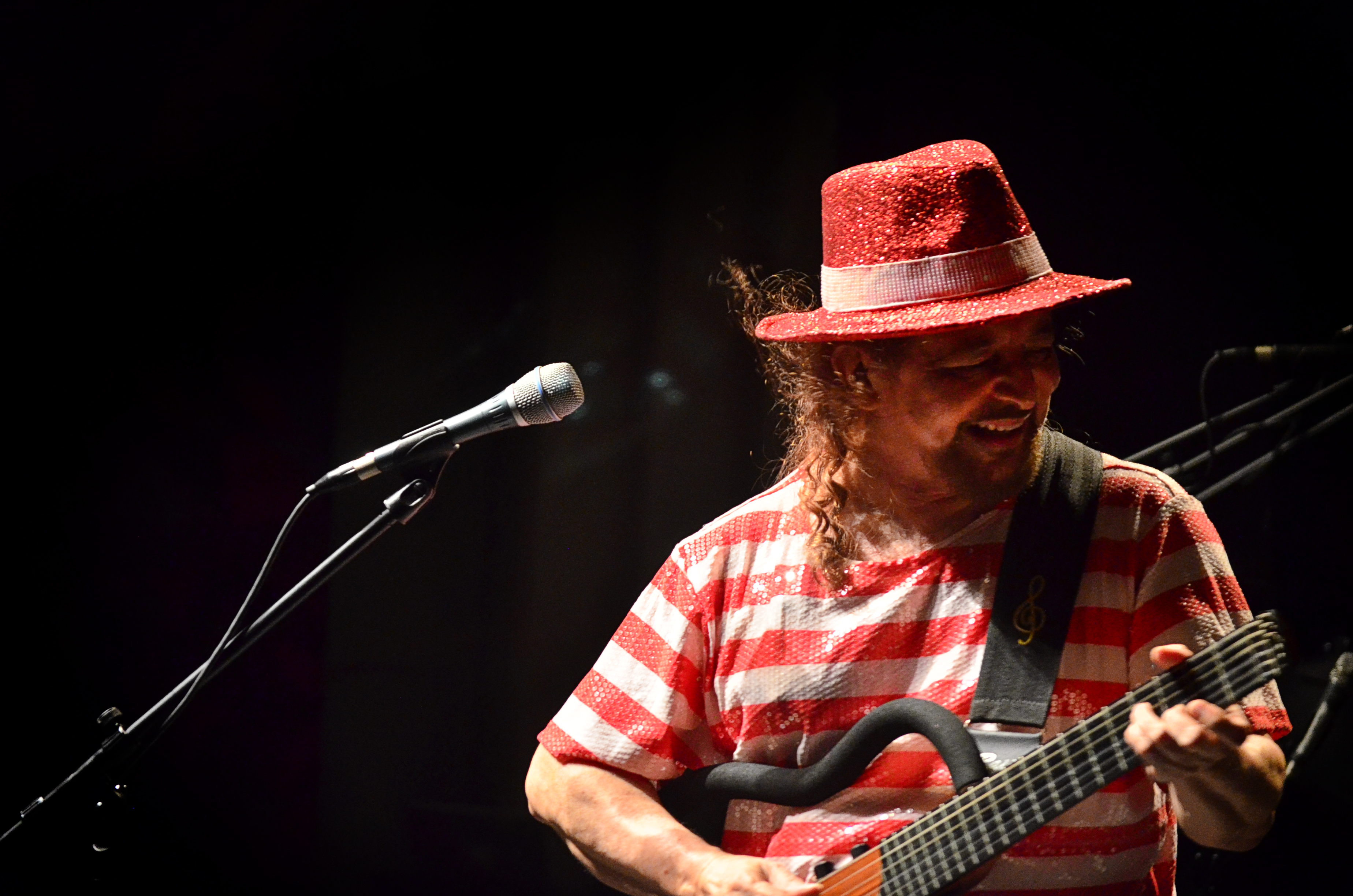
Geraldo Azevedo no show “Noites de Frevo” (2015)

Em 2016, recebe o título de Doutor Honoris Causa pela Universidade do Vale do São Francisco (UNIVASF), Universidade do Estado da Bahia (UNEB) e Faculdade de Ciências Aplicadas e Sociais de Petrolina (FACAPE), por sua contribuição à cultura e à arte brasileira. A solenidade aconteceu na sua terra natal, Petrolina.
Em abril, Geraldo grava o projeto “Depoimentos para a Posteridade”, realizado pelo MIS – Museu da Imagem e do Som, que reúne depoimentos de personalidades da arte e cultura brasileira.
As músicas ‘Caravana’, ‘Barcarola do São Francisco’, ‘Talismã’ e ‘Moça Bonita’ integram a trilha sonora da novela “Velho Chico”, da TV Globo.
Em agosto, ao lado de Xangai, Elomar e Vital Farias, resgata o projeto “Cantoria”.

## Outros projetos
- Ao lado de Zé Ramalho, em 1975, participa da trilha sonora do filme “Nordeste: Cordel, Repente e Canção”, de Tânia Quaresma.
- É um dos músicos participantes de “Paêbirú”, o disco de maior valor comercial do Brasil.
- Também participa dos primeiros álbuns dos amigos Alceu Valença, Zé Ramalho, Elba Ramalho e Amelinha.
- Em 1974 é convidado para a direção musical do filme “A Noite do Espantalho”, de Sérgio Ricardo, primeiro filme dramático com base em uma estrutura musical. Geraldo acabou ganhando um papel e atuou como o personagem Severino; foi para este papel que deixou sua barba crescer e nunca mais tirou.
- Geraldo participa, em 1980, do projeto Kalunga. Um grupo de 65 pessoas, liderado por Chico Buarque e Fernando Faro, parte do Rio de Janeiro à Angola, país em Guerra Civil, para realizar shows em três cidades: Luanda, Benguela e Lobito. Entre os artistas: Dorival Caymmi, Martinho da Vila, Djavan, Clara Nunes, Dona Ivone Lara, Edu Lobo, Francis e Olivia Hime, João do Vale, João Nogueira, e muitos outros. Em 2015, Geraldo volta a participar do projeto Kalunga II, desta vez comandado pelos músicos Olivia e Francis Himme; 36 artistas viajaram à Angola, entre eles Yamandu Costa, Miúcha, Elba Ramalho, Martinho da Vila, Martnália, Nei Lopes e Mariene de Castro.
- Em 2012, ao lado de Alceu Valença, Elba Ramalho, Sérgio Ricardo, Marina Lutfi, João Gurgel e Orquestra Sinfônica do Teatro Nacional, participa do cordel “Estória de João-Joana”, em formato de concerto, com texto de Carlos Drummond de Andrade e música de Sérgio Ricardo.

## Discografia

### Álbuns de estúdio
- Quadrafônico (1972) ― Copacabana ― LP/CD (com Alceu Valença)
- Geraldo Azevedo (1977) Som Livre ― LP/CD
- Bicho de 7 Cabeças (1979) Epic/CBS ― LP/CD
- Inclinações Musicais (1981) Ariola ― LP/CD
- For All Para Todos (1982) Ariola ― LP/CD
- Tempo Tempero (1983) Barclay/Ariola ― LP/CD
- De Outra Maneira (1986) Echo/RCA ― LP/CD
- Eterno Presente (1988) RCA ― LP
- Bossa Tropical (1989) RCA ― LP/CD
- Berekekê (1991) Geração ― LP/CD
- Futuramérica (1996) BMG ― LP/CD
- Raízes e Frutos (1998) BMG ― CD
- Hoje Amanhã (2000) BMG ― CD
- O Brasil Existe em Mim (2007) Sony&BMG ― CD
- Salve São Francisco (2011) Biscoito Fino/Geração/Bacana/Terra Brasilis ― CD e DVD
- Assunção de Maria e Geraldo Azevedo (2011) Biscoito Fino/Geração/Nossa Música ― CD
- É O Frevo, É Brasil (2019) ONErpm ― EP Digital

### Álbuns ao vivo
- Cantoria I (1984) Kuarup ― LP/CD
- A Luz do Solo (1985) Barclay/Polygram ― LP/CD
- Cantoria II (1988) Kuarup ― LP/CD
- Ao Vivo Comigo (1994) Geração/BMG/Ariola ― LP/CD (Disco de Ouro)
- O Grande Encontro (1996) BMG ― CD (Disco Platina Triplo) (com Alceu Valença, Elba Ramalho e Zé Ramalho)
- O Grande Encontro 2 (1997) BMG ― CD (Disco de Ouro) (com Elba Ramalho e Zé Ramalho)
- O Grande Encontro 3 (2000) BMG ― CD (com Elba Ramalho e Zé Ramalho)
- Uma Geral do Azevedo (2009) Geração ― CDs vol. 1 e 2 e DVD